# 聖バルバラの多翼祭壇画
『聖バルバラの多翼祭壇画』（せいバルバラのたよくさいだんが、伊: Il Polittico di Santa Barbara, 英: The Polyptych of Saint Barbara）は、ルネサンス期のヴェネツィア派の画家パルマ・イル・ヴェッキオが1524年から1525年頃に制作した宗教画である。油彩。ヴェネツィアのサンタ・マリア・フォルモーザ教会の礼拝堂の祭壇画として制作された。祭壇画は6点の板絵で構成されており、中央に聖バルバラ、その上にピエタ（聖母マリアと磔刑に処されたイエス・キリスト）、左に洗礼者聖ヨハネ、修道院長アントニウス、右に聖ドミニコ（あるいは聖ウィンケンティウス・フェレリウス）、聖セバスティアヌスが描かれている。中央パネルの聖バルバラはパルマの代表作の1つであると考えられている。現在も同教会に所蔵されている。

## 主題
『黄金伝説』によると聖バルバラは3世紀の聖女で、小アジア北西部の都市ニコメディアに住む異教徒の裕福な貴族ディオスコロス（Dioscoros）の娘として生まれた。彼女の父は娘に求婚者が現れるのを避けるため、娘を塔に幽閉した。しかし聖バルバラは父親の留守を見計らい、三位一体を表すために2つしかなかった塔の窓を3つに増やした。さらに秘かに神学者オリゲネスに学んだ修道士を招き入れて洗礼を受けた。娘の改宗を知ったディオスコロスが激怒したため、聖バルバラは逃亡したが捕らえられ、ローマ当局に引き渡された。しかし聖バルバラは信仰の放棄を拒み、拷問を受けた末に父の手で斬首されたが、父ディオスコロスは雷に打たれて焼け死んだという。聖バルバラは軍隊、特に砲兵の守護聖人で、嵐や雷から人々を保護し、また臨終の際に祈願する者に対して聖体拝領を果たすと考えられた。

## 作品

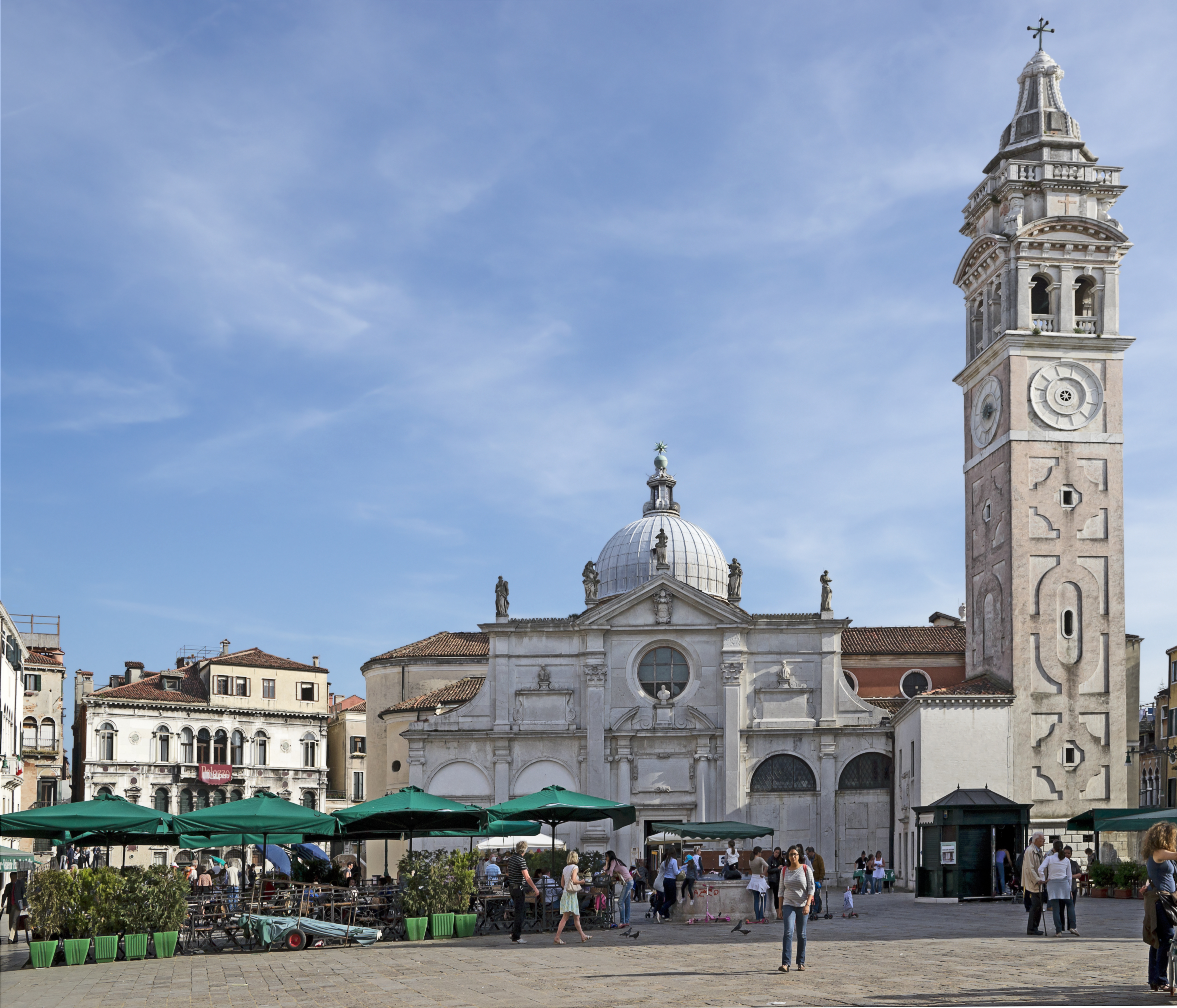
サンタ・マリア・フォルモーザ教会のファサード。

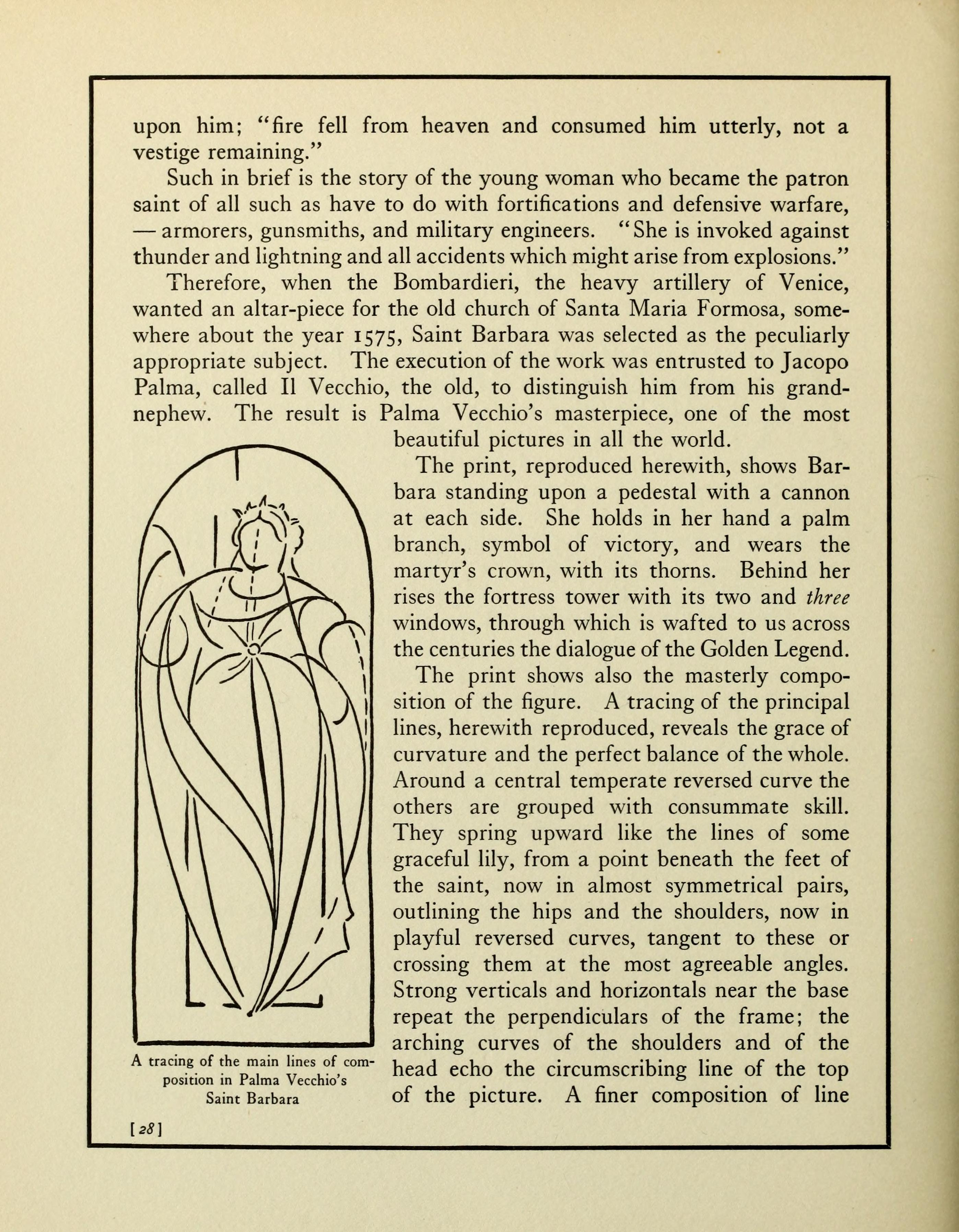
「聖バルバラ」を構成する主要な線のトレース。

本作品は砲兵と大砲を鋳造する職人の組合であるボンバルディエーリ同信会の発注により、サンタ・マリア・フォルモーザ教会の礼拝堂を飾る多翼祭壇画として制作された。主題はボンバルディエーリ同信会の守護聖人である聖バルバラが選択された。本作品の形式は制作された当時には流行遅れになっていたため、ヴェネツィアの教会のために発注された最後の大型の多翼祭壇画と言われている。
祭壇画は6点の油彩板絵で構成されている。祭壇画の中央で最大の板絵を占める聖人は聖バルバラである。聖女は礎盤あるいは台座の上に立っている。聖女の茶色のローブと流れるような赤いマントが彼女の姿を包み込み、白いヴェールを聖女の金髪の三つ編みの間に挟み込んでいる。聖女は勝利の象徴であるナツメヤシの枝を手に持ち、頭には殉教を象徴するダイアデムあるいは王冠をかぶっている。パルマは足元の両側に大砲を配置し、聖女の後方には彼女のアトリビュートであり父親によって監禁された伝説を想起させる要塞の塔を描いている。

### 両翼とルネット
この両側にはそれぞれ左側に聖セバスティアヌス、右側に修道院長聖アントニウスの全身像を描いた板絵が配置されている。これらの上には洗礼者聖ヨハネと聖ドミニコ（あるいは聖ウィンケンティウス・フェレリウス）を描いた板絵が配置され、そしてそれらの上部のルネットにピエタを描いた板絵が配置されている。ここで聖母マリアは十字架から降ろされたキリストの亡骸を悲しげに抱いている。これらの人物像を描いた板絵の画面は中央の「聖バルバラ」よりも小さい。聖アントニウスや聖ドミニコ（あるいは聖ウィンケンティウス・フェレリウス）が手に炎を持った姿で描かれているのはボンバルディエーリ同信会の礼拝堂であることと関係している。

### 祭壇額
これらの板絵は18世紀に制作された彫刻が施された大理石製の祭壇額に収められて展示されている。縦長の板絵が3列に配置された主要部分は付柱で区切られ、下段には首を切断された聖バルバラの大地に横たわる姿がレリーフ彫刻されている。

### 分析
アメリカ合衆国の画家ヘンリー・ターナー・ベイリー（Henry Turner Bailey）は「聖バルバラ」の主要な線をトレースして発表し、次のように解説した。

中央の控えめな逆曲線の周りに他の線がグループ化されている。それらは聖人の足元の地点から、優雅な百合の線のように上向きに湧き出ており、現在はほとんど対称的なペアで臀部と肩の輪郭を描き、これらに接するかあるいは最も心地よい角度で交差する、遊び心のある逆曲線になっている。底部近くの強い垂直線と水平線は外枠の垂直を繰り返し、肩と頭部のアーチ状の曲線は絵画上部の周囲を囲む境界線を反映している。

## 来歴
完成した祭壇画は礼拝堂に設置され、ジョルジョ・ヴァザーリやフランチェスコ・サンソヴィーノによってパルマの作品として言及された。1992年、イタリア料理の専門家であり、アメリカ＝イタリア協会（American-Italy society）の会長であるヘディ・ジュスティ・ランハム・アレン（Hedy Giusti Lanham Allen）を偲んで、イーサン・アレン（Ethan Allen）の寄付を受けたセーブ・ヴェネツィアによって修復された。修復はヴェネツィア美術監督局（Superintendency of Fine Arts of Venice）のサンドロ・スポンザ（Sandro Sponza）の指揮のもと、保存修復を専門とするCBC社の修復士によって行われた。

## 評価
『聖バルバラの多翼祭壇画』はパルマの最高傑作の1つであると多くの研究者や評論家たちに考えられている。フランスの著作家であり製図家のシャルル・イリアルトは、1877年に「まだ女性である聖人の高貴な静けさをもって･･･最も穏やかな共和国の砲術の愛すべき後援者に献身を捧げるために」少なくとも一瞬立ち止まることなくサンタ・マリア・フォルモーザ教会の前を通り過ぎることはできなかったと書いている。
ドイツの美術史家アドルフ・フィリッピが1905年に書いたところによると、パルマが「偉大なほとんど記念碑的な様式にまで成長した」のはヴェネツィアのサンタ・マリア・フォルモーザ教会の礼拝堂の祭壇画を描いたときの一度だけであり、中央の板絵の聖バルバラは「実に偉大な人物であり、イタリア絵画の最高の理想的創造物と並ぶに値する」という。美術評論家ジュリア・カートライト・アディもまた、頭上に王冠をかぶり、ナツメヤシの葉を持つ深紅のローブを着た聖バルバラの「女王の姿」を、パルマの「最も壮大な創造物」の1つであると見なした。
美術評論家ジョヴァンニ・バティスタ・カヴァルカゼルと美術史家ジョゼフ・アーチャー・クロウは本作品について次のように述べた。「彼の他のどの作品もこれ以上に活力と色合いの調和に大胆なタッチと完成されたブレンディングを組み合わせたものはありません。彼が普段好む大きくて柔らかい丸みのある身体を再現するのにこれほど幸運な場所はなく、これほど巧妙な明暗法を実現した例も他にありません」 。そしてヴァザーリの編集者の1人の意見では、パルマはこの祭壇画で「完成度、威厳、装飾感、色彩の深さにおいて、ヴェネツィア派の偉大な傑作に匹敵するであろう絵画を残した」。

## 影響
ヴィクトリア朝を代表するイギリスの女性作家ジョージ・エリオットは小説『ミドルマーチ』（Middlemarch）の中で、ヒロインであるドロテアを「塔から澄んだ空気を眺める聖バルバラの絵画」と比較しているが、1860年にヴェネツィアを訪れた際に本作品を目撃し、自身の日記に記録した美術史家マリオ・プラーツはこの絵画をパルマの「聖バルバラ」と同一視した。

## ギャラリー
各板絵

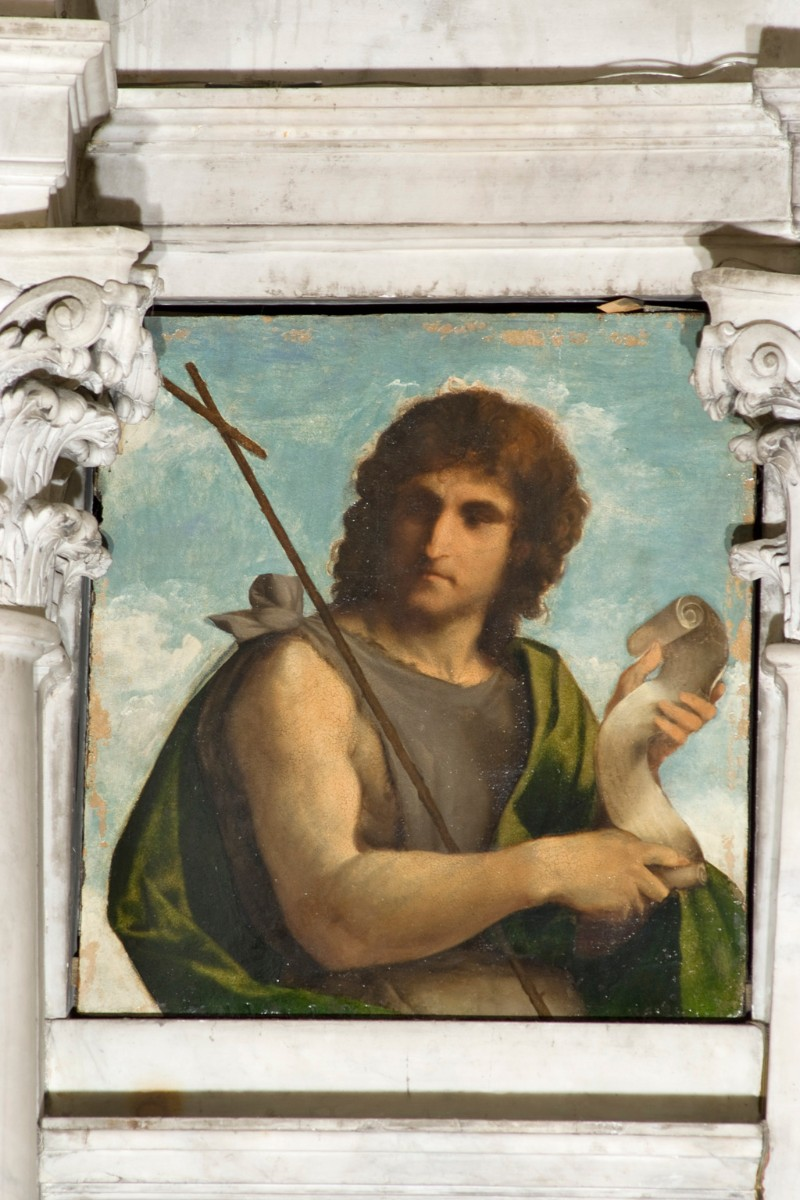
「洗礼者ヨハネ」62 x 58 cm
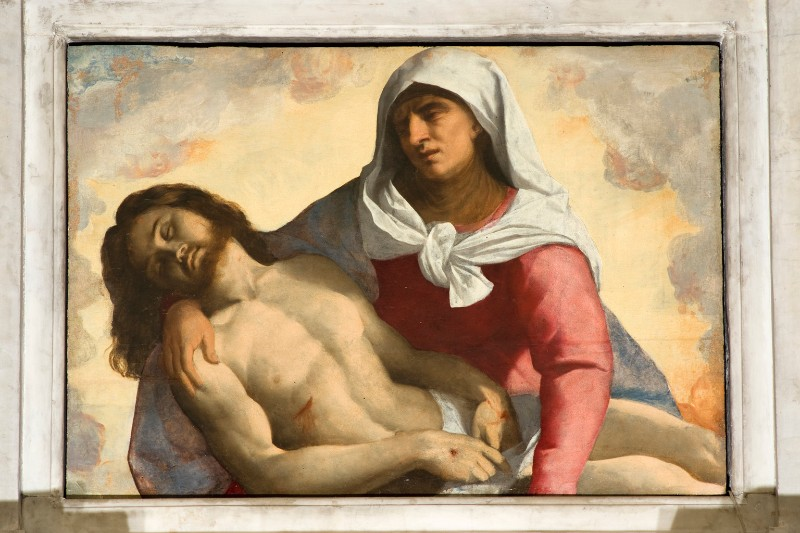
「ピエタ（聖母マリアと死せるイエス・キリスト）」63 x 89 cm
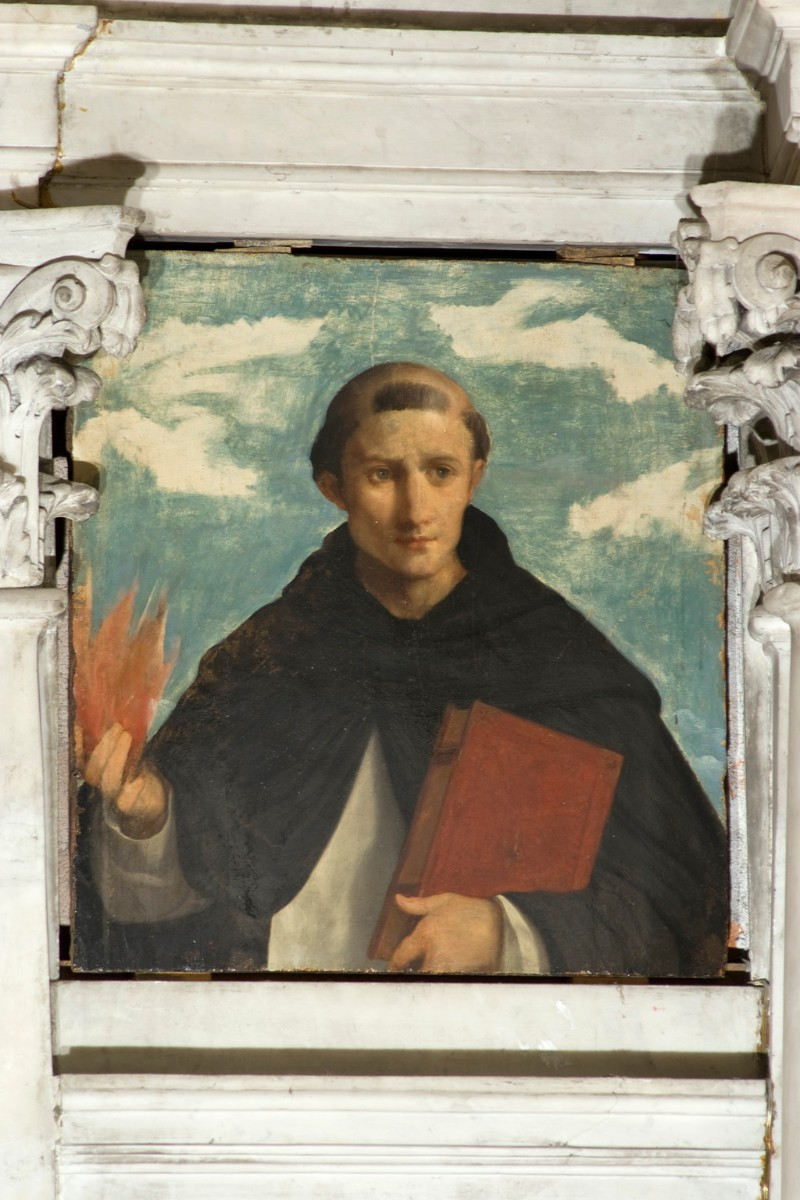
「聖ウィンケンティウス・フェレリウスあるいは聖ドミニコ」62 x 58 cm

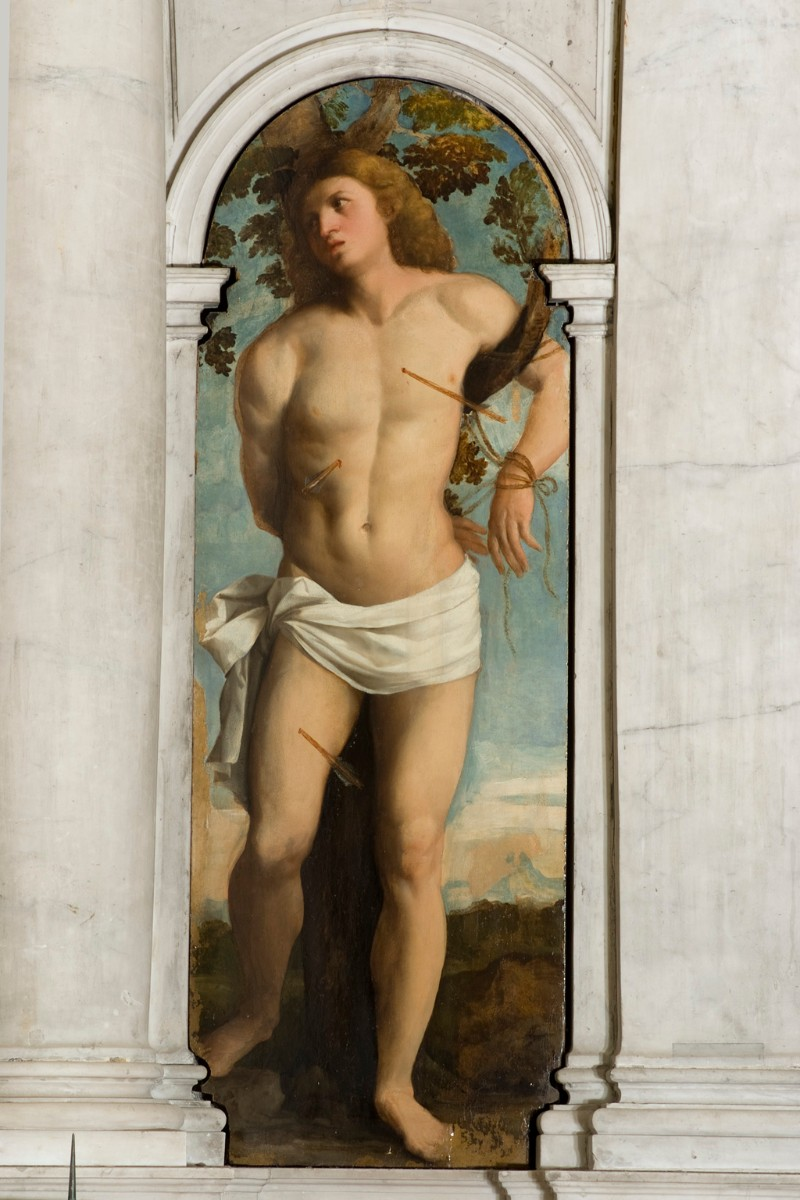
「聖セバスティアヌス」138 x 48 cm
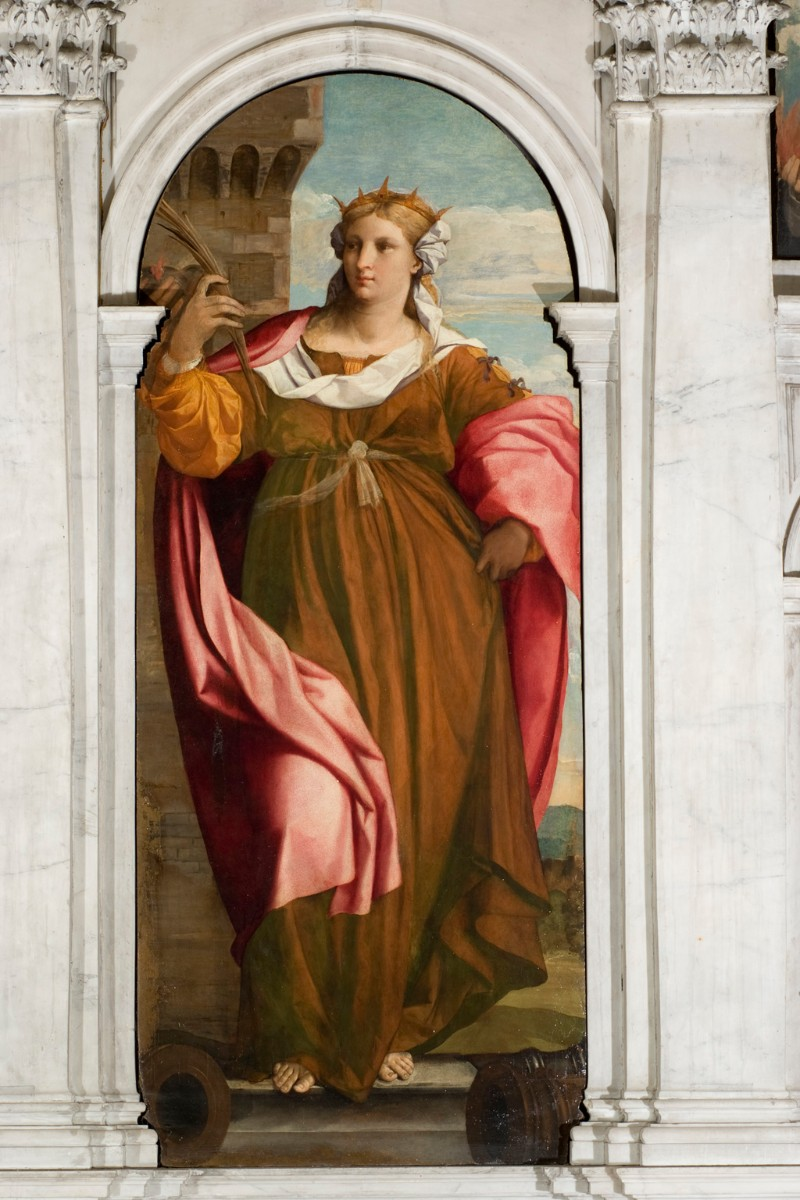
「聖バルバラ」214 x 85 cm
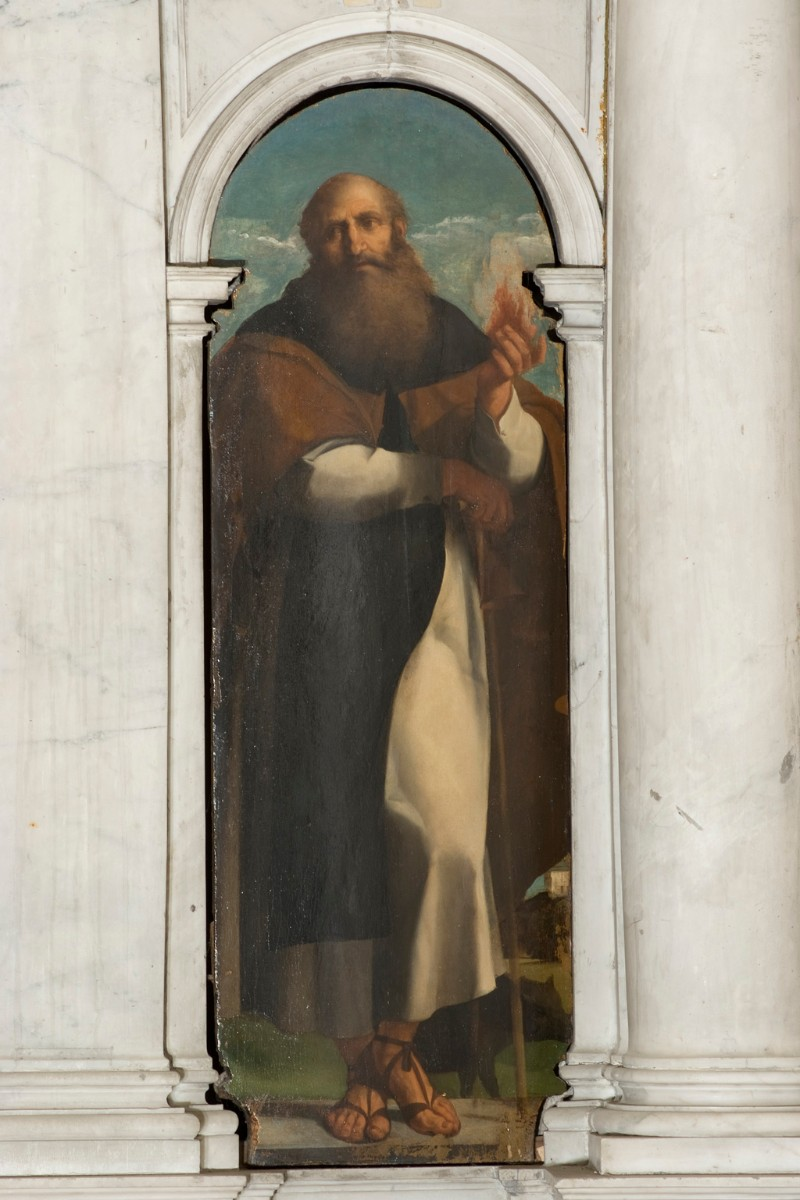
「修道院長アントニウス」138 x 45 cm